# Sergo Kutivadze
Sergo Kutivadze   (Almati, 16 d'octubre de 1944 - Tbilisi, 8 de juny de 2017) fou un futbolista kazakh-georgià de la dècada de 1960.
Fou 1 cop internacional amb la selecció de la Unió Soviètica l'any 1965. Pel que fa a clubs, defensà els colors de FC Dinamo Tbilisi i FC Torpedo Kutaisi.
Trajectòria com a entrenador:
- 1974–1982: FC Dinamo Tbilisi (assistent)
- 1983: FC Dinamo Tbilisi (director)
- 1984: FC Dinamo Tbilisi (assistent)